# لولوكو شرطية الفضاء
لولوكو شرطية الفضاء (باليابانية: 宇宙パトロールルル子، بالروماجي: Uchū Patorōru Ruruko) هو مسلسل أنمي ياباني تلفزيوني، من إخراج هيرويوكي إيمايشي، ومن إنتاج تريغر، عرض الأنمي في 1 أبريل عام 2016 واستمر عرضه حتى 24 يونيو عام 2016، وتكون من 13.

## القصة
تدور أحداث القصة عن طالبة في المدرسة الثانوية اسمها لولوك تعيش في منطقة استعمار فضائية اسمها أوغيكوبي، في صباح أحد الأيام أكل والدها عن طريق الخطأ كبسولة تجميد، وقد كسرته لولوك عن طريق الخطأ، لذلك أسرعت إلى مكتبه طلبًا للمساعدة، تقوم رئيسة دورية الفضاء أوفر جاستيس، بتعيين لولوكو كعضو مؤقت في دورية الفضاء للتحقيقات السرية، من أجل دفع الرسوم المطلوبة لإنقاذ والدها، وحتى تتمكن المؤسسة من اتخاذ إجراءات صارمة ضد الجريمة داخل مدرستها.

## الشخصيات
لولوك (باليابانية: ルル子، بالروماجي: Ruruko)
أداء صوتي: ماو إيتشيميتشي
ألفا أوميغا نوفا (باليابانية: ΑΩ・ノヴァ، بالروماجي: Arufa Omega Nova)
أداء صوتي: جونيا إينوكي
ميدوري (باليابانية: ミドリ، بالروماجي: Midori)
أداء صوتي: مايومي شينتاني
جنيرال منجير أوفر جاستيس (باليابانية: オーバージャスティス本部長، بالروماجي: Ōbā Jasutisu Honbuchō)
أداء صوتي: تيتسو إينادا
كينجي (باليابانية: ケイジ، بالروماجي: Keiji)
أداء صوتي: ميتسوؤو إيواتا
لالاكو غودسبيد (باليابانية: ララ子・ゴッドスピード، بالروماجي: Rarako Goddosupīdo)
أداء صوتي: يوكو هونا

## وصلات خارجية
- الموقع الرسمي باللغة اليابانية
- لولوكو شرطية الفضاء على موقع IMDb (الإنجليزية)
- لولوكو شرطية الفضاء على موقع كينوبويسك (الروسية)
- لولوكو شرطية الفضاء على موقع قاعدة بيانات الفيلم (الإنجليزية)
- لولوكو شرطية الفضاء على موقع ANN anime (الإنجليزية)